# نادي سافرون والدن تاون
نادي سافرون والدن تاون هو نادي كرة قدم بريطاني أٌسس عام 1872. يلعب النادي في Eastern Counties Football League ‏.